# Полиаболо

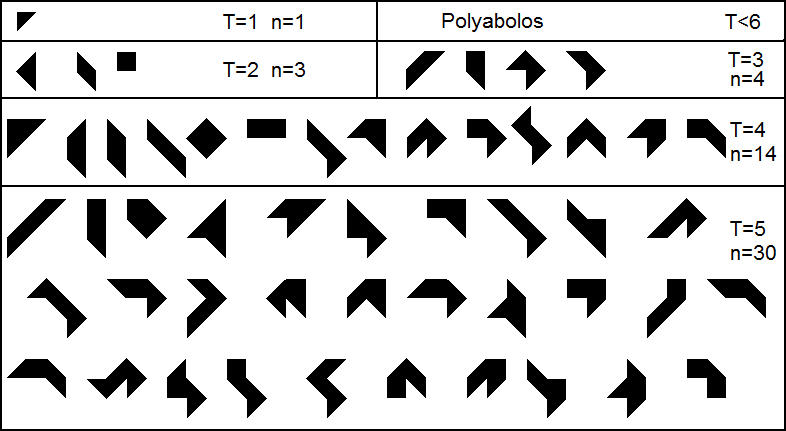
Фигуры полиаболо, содержащие от 1 до 5 элементарных треугольников

Полиаболо — геометрическая фигура в виде многоугольника, составленного из нескольких равнобедренных прямоугольных треугольников, соединённых соответствующими сторонами (катетами или гипотенузами). Наряду с другими полиформами — полимино, полигексами и полиамондами, широко используется в занимательной математике, в основном в задачах на составление фигур. Название предложено С.Дж. Коллинзом по аналогии с названиями других полиформ.
Как и в случае других полиформ, различают «свободные» полиаболо (когда повороты и отражения считаются такой же фигурой), «односторонние», когда фигуры при зеркальных отражениях считаются различными, и «фиксированные», различаемые также и при поворотах.
Число «свободных» n-аболо для n = 1, 2, 3, 4… даётся последовательностью последовательность A006074 в OEIS; односторонних n-аболо — последовательность A151519 в OEIS.

## Комбинаторное перечисление
Существует два способа, которыми квадрат в полиаболо может состоять из двух равнобедренных правильных треугольников, но полиаболо считаются эквивалентными, если они имеют одинаковые границы. Число неэквивалентных полиаболо, состоящих из 1, 2, 3, ... треугольников, равно 1, 3, 4, 14, 30, 107, 318, 1116, 3743, ... (последовательность A006074 в OEIS).
Многоугольники, которые ограничены строго плоскостью и не могут быть перевернуты, можно назвать односторонними. Число односторонних полиаболо, состоящих из 1, 2, 3, ... треугольников, равно 1, 4, 6, 22, 56, 198, 624, 2182, 7448, ... (последовательность A151519 в OEIS). Что касается полиомино, то полиаболо, которое нельзя ни перевернуть, ни повернуть, можно назвать фиксированным.  
Полиаболо без симметрий (вращения или отражения) соответствует 8 различным фиксированным полиаболо.  
Несимметрично связанное полиаболо — это полиаболо, в котором есть одно или несколько отверстий. Наименьшее значение n, при котором n-аболо не является просто связным, равно 7. 

## Облицовка прямоугольников полиаболо
В 1968 году Дэвид А. Кларнер определил порядок полиомино. Аналогично, порядок полиаболо P можно определить как минимальное количество конгруэнтных копий P, которые могут быть собраны (с учетом перевода, вращения и отражения) для формирования прямоугольника.
Полиаболо имеет порядок 1 тогда и только тогда, когда оно само является прямоугольником. Полиаболо порядка 2 также легко узнаваемы. Соломон В. Голомб нашел полиаболо, включая триаболо, порядка 8. Майкл Рид нашел гептаболо порядка 6. Возможны и более высокие порядки.
Существуют интересные тесселяции евклидовой плоскости с участием полиаболо. Одним из них является квадратная тесселяция тетракиса — моноэдрическая тесселяция, которая заполняет всю евклидову плоскость треугольниками 45-45-90. 